# James Tomkins
James Oliver Charles Tomkins, född 29 mars 1989, är en engelsk fotbollsspelare. Hans position är mittback men han kan också spela högerback. 
Han är fostrad av West Hams framgångsrika ungdomsakademi, där också bland annat Frank Lampard, bröderna Rio och Anton Ferdinand är fostrade. Tunga namn som Paul Ince och Harry Redknapp har också en gång i tiden blivit fostrade i akademin. Tomkins kallas av sina lagkamrater för "Tomka".

## Klubbkarriär

### Tidig karriär
Redan vid 7 års ålder blev Tomkins upptäckt och anslöt sig då till West Hams ungdomsakademi. Han var vid den tiden anfallare, men skolades så småningom till sin nuvarande position mittback. 

### Lyckad debutsäsong
Efter att ha tillbringat sin ungdomskarriär (1997-2008) i West Ham tog han vid 18 års ålder klivet upp till seniorfotbollen. Hans debut borta mot Everton den 22 mars 2008 kom som en present i förskott då han veckan därpå fyllde 19 år. Matchen slutade 1-1.
 Eftersom de ordinarie backarna James Collins, Danny Gabbidon och Matthew Upson under delar under säsongen drogs av skador fick Tomkins chansen i startelvan, vilket höll i sig säsongen ut. Hans debutsäsong var lyckad och han sågs som den "perfekta ersättaren". Efter säsongens slut tilldelades han därför priset som "säsongens bästa yngsta spelare". 

### Lån till Derby County
Den 27 november samma år tecknade Tomkins ett låneavtal på 5 veckor med Derby County. Debuten borta mot Burnley den 29 november kunde ha varit bättre - hemmalaget vann matchen med hela 3-0. Han gjorde totalt 7 ligamatcher och 1 cupmatch med klubben innan han den 31 december återkallades av tränaren Gianfranco Zola.

### Tillbaka i West Ham
På grund av att Collins fortfarande drogs med skadebekymmer fick Tomkins återigen chansen att starta. Den 4 april 2009 gjorde han sitt första mål för West Ham i en 2-0-seger mot Sunderland. Målet gjordes på nick efter en hörna slagen av Mark Noble. Samma månad skrev han på ett långtidskontrakt med klubben. 

### Given i startelvan
I och med att Collins inför säsongen 09/10 lämnade för Aston Villa och Gabbidon återigen var skadad behöll Tomkins sin plats i startelvan. Han bildade mittbackspar med Upson. Den 17 januari 2010 borta mot Aston Villa blev han så kallad "Man of the Match" när laget för första gången på säsongen höll nollan. Matchen slutade 0-0. Han röstades samma månad fram till "månadens spelare" av fansen på klubbens hemsida. Sedan säsongen 2009/10 bildar han ett givet mittbackspar tillsammans Upson. En av Tomkins tidigare konkurrenter, Gabbidon, tar numera positionen ute till höger eller vänster i backlinjen.

## Internationell karriär
Tomkins har representerat England på U15-, U16-, U17-, U18-, U19-, U20- och U21-nivå. I U19 EM 2008 spelade han samtliga matcher för sitt landslag tillsammans med klubbkompisen Freddie Sears. Hans debut i U21-landslaget kom den 8 juni 2009 i en 7-0-seger hemma mot Azerbajdzjan. Han kallades upp till U21 EM 2009, som för övrigt hölls i Sverige, som backup till Steven Taylor och David Wheater. Numera är han given i U21-landslaget och bildar tillsammans med Michael Mancienne mittbackspar.